# Битје (Горња Саона)
Битје (фр. Buthiers) насеље је и општина у источној Француској у региону Франш-Конте, у департману Горња Саона која припада префектури Везул.
По подацима из 2011. године у општини је живело 307 становника, а густина насељености је износила 53,95 становника/km². Општина се простире на површини од 5,69 km². Налази се на средњој надморској висини од 230 метара (максималној 310 m, а минималној 214 m).

## Демографија
| 1962. | 1968. | 1975. | 1982. | 1990. | 1999. | 2011. |
| ----- | ----- | ----- | ----- | ----- | ----- | ----- |
| 141   | 144   | 172   | 181   | 241   | 296   | 307   |

График промене броја становника у току последњих година